# Macratria brunnea
Macratria brunnea är en skalbaggsart som beskrevs av Thomas Casey 1895. Macratria brunnea ingår i släktet Macratria och familjen kvickbaggar. Inga underarter finns listade i Catalogue of Life.